# Neil Houldey
Neil Houldey é um engenheiro britânico de Fórmula 1 que atualmente ocupa o cargo de diretor técnico de engenharia da equipe McLaren.

## Carreira
Houldey, antes da universidade, passou um ano trabalhando para a Light Car Company, período durante o qual ele percebeu que queria fazer carreira no automobilismo. Neil então estudou engenharia automotiva na Universidade de Loughborough, graduando-se em 2000. Em 2021, ele ingressou na Lola Cars como engenheiro de projetos, progredindo rapidamente para líder de projetos.
Houldey começou a trabalhar na equipe de Fórmula 1 da McLaren em 2006 como engenheiro de projeto, com ele se tornando líder de equipe para suspensão dianteira e controles de direção em 2008. Houldey continuou crescendo dentro da organização, tornando-se um líder técnico altamente respeitado e, sendo promovido várias vezes há diversos cargos dentro da equipe. Ele foi nomeado diretor de conceito de carro e desenvolvimento de desempenho em 2022, onde foi encarregado de liderar de forma colaborativa o processo de conceito do carro. Isso o levou a reunir as equipes de aero, design e performance de veículos no esforço para aumentar o desempenho do carro.
Em março de 2023, a McLaren anunciou a saída de seu diretor técnico, James Key e, também, que deixaria de ter um único diretor técnico e, em vez disso, colocaria uma equipe de três especialistas principais que se reportariam diretamente ao chefe da equipe, Andrea Stella. Com isso, Houldey foi promovido ao novo cargo de diretor técnico de engenharia e projeto, trabalhando ao lado dos outros dois membros dessa nova equipe técnica executiva, Peter Prodromou (diretor técnico de aerodinâmica) e David Sanchez (diretor técnico de conceito do carro e performance). Em junho de 2023, a McLaren anunciou a mudança de Houldey para a nova função de vice-diretor técnico de engenharia e projeto, como parte de sua reorganização do final de março para a chega de Rob Marshall que assumiria o cargo de diretor técnico de engenharia e projeto. No entanto, Houldey acabou permanecendo como um dos três diretores técnicos (diretor técnico de engenharia) quando Sanchez deixou a McLaren após apenas três meses no cargo. Em abril de 2024, Marshall tornou-se projetista-chefe; estritamente não um dos três diretores técnicos, mas ainda assim tendo um papel fundamental no desenvolvimento de um carro com ritmo e estabilidade.